# 039型潛艇
039型潜艇（北约代号:“宋级”，英文：Song-class），是中国人民解放军海军701所开发的新型常规动力潜艇，由江南造船厂和武昌造船厂建造，首艇1992年开工，1994年下水，20世纪90年代中期公开露面。

## 特徵
039採用多目標聲納，由解放軍從法國 Thomson-CSF TSM-2233聲納的研究心得中開發而來，可以追蹤30公里內4-12個目標，稱為H/SQG-04被動測距聲納，使用新型反潜/反舰鱼雷系统，在1998至1999年，320號艦成功進行了水下發射反艦導彈的測試。
21世紀後造的039G(039改)型外觀有較大差異，覆蓋了消音瓦，原本特殊的二階式指挥台围壳改成一般現代化潛艦的一體式指挥台围壳，德國軍事工業界也在2003年曾對外證實，解放军為了加速039生產向德國購買許多MTU 16V396 SE8型柴油機並陸續交付，而中国山西柴油機公司也對此系列柴油機進行國產化工程，已經可以自製。
2013年12月20日中國已研製出潛艦用、直徑9公尺的超大直徑高強度耐壓殼體，製成潛艦後，將使大陸的戰略縱深向外推前1000公里。這種殼體比舊殼體直徑增加了50%，在相同排水量下，單殼體比雙殼體潛艦內部容積大幅增加，可裝載更大的動力設備、武器，及大幅改善居住環境，因而可以有更強更持久的戰鬥力。9公尺直徑耐壓殼體的研製成功，令大陸可以製造更小型、機動性和戰鬥力更強的AIP（不依賴空氣推進）潛艇，後來也證明了039A/B型的大改款推出。

## 039A/B/C型
原初誤認為不同於039型的041型，而后美国国防部定为解放军新款潜艇并编号041型元级。近年来随着各种资料不断解密，证实解放军并无041型潜艇编号，其内部编号为039A型，但由于其和039系列外形大为不同，已經可以當成是全新的下一代艇，北約多数人称呼其「元」级以區別為宋級。
2014年4月，英国《简氏防务周刊》报道称，一艘中国新型常规潜艇正准备进行海试；该艇的图片2013年12月10-11号在网上首次出现，其外形与现役039A型潜艇相似，但采用了类似德国212A型潜艇的倾斜式指挥台，指挥台后方可能加装了一部高频声呐，同时该艇似乎比039A型更长，估计排水量可能增加到3500吨。另有报道称该型潜艇将使用新型推进技术替代传统螺旋桨，後證明為039B型或其外銷型，2017年起中國船貿正式對國際推銷AIP能力的039A/B型軍售，外銷代號S-20/26  麒麟級。

## 圖片

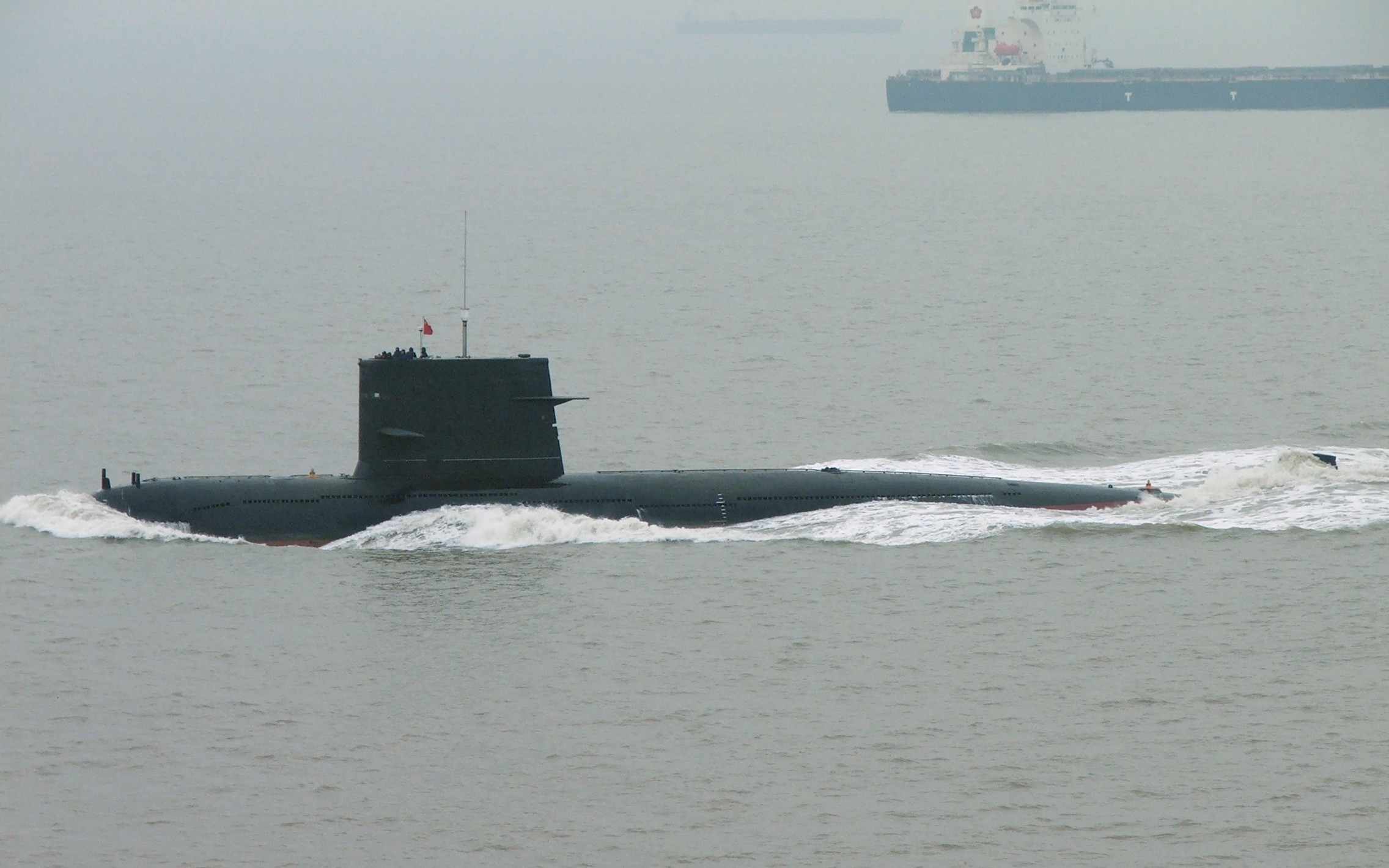
宋級潛艇，039G型
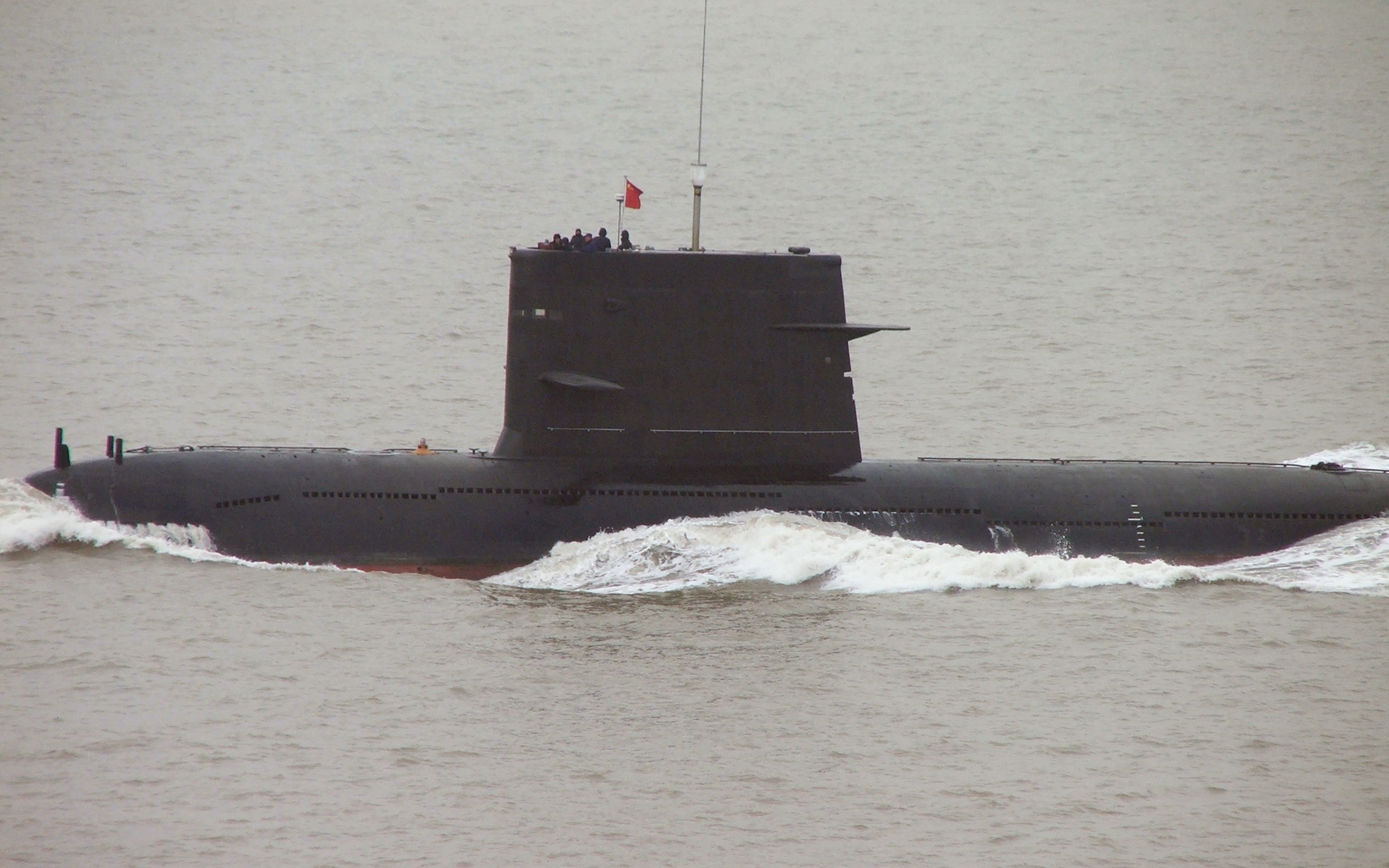
艦橋
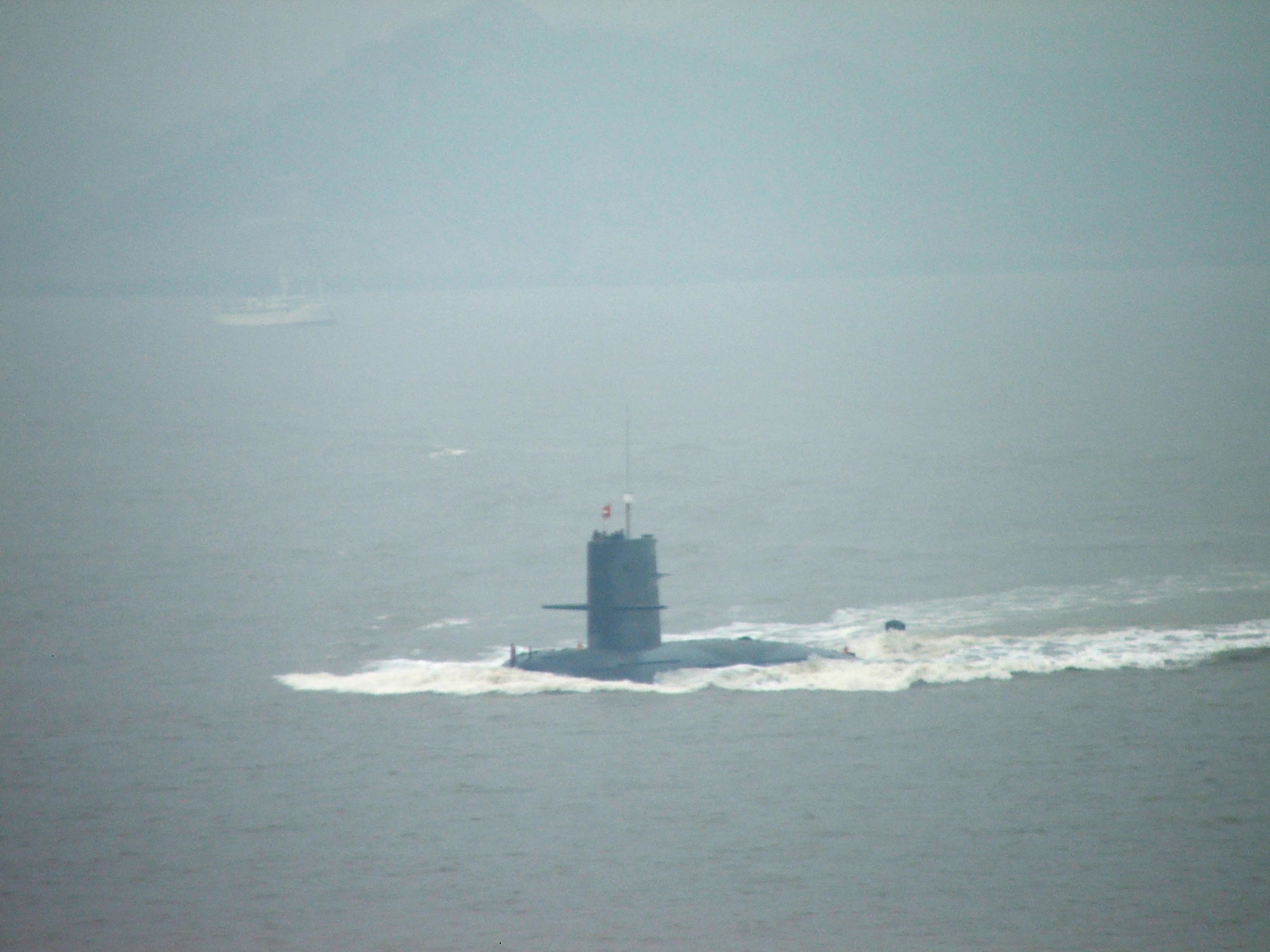
出海
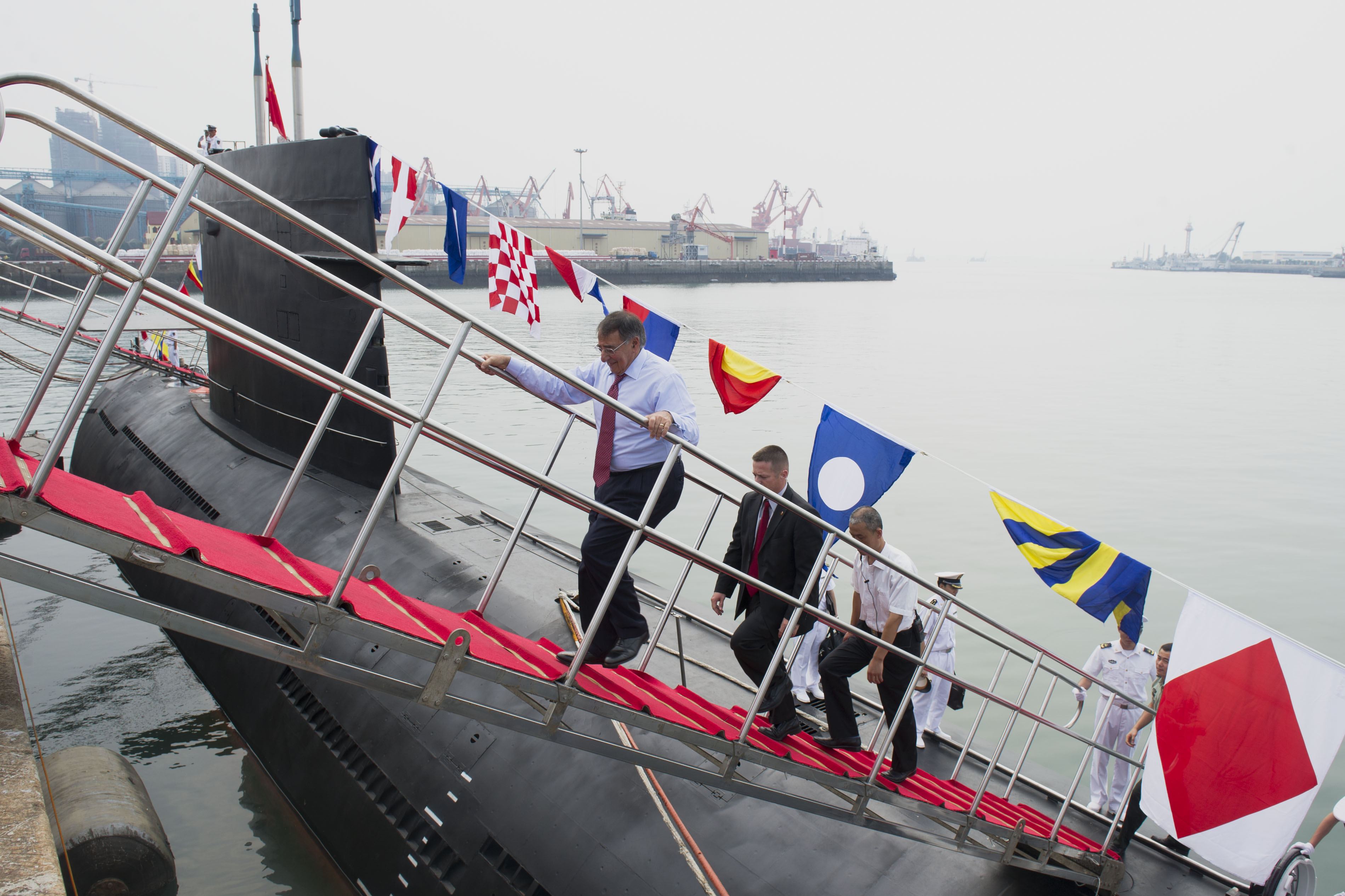
美國防長莱昂·帕内塔2012年參觀039G

## 逸聞
2014年於央視八套連續劇舰在亚丁湾中一艘039級參與了後半段劇情的演出，並有岸邊補給魚雷和出港等近距離畫面。
2014年9月25日的國防部例會上國防部新聞發言人耿雁生表示，中國近日派出一艘潛艇赴索馬裡海域進行護航任務，這是中国军方首次证实中国潜艇赴索马里海域护航。若不出意外，這艘展開護航行動的潛艇應為中國海軍的一艘039型(北約稱「宋」級)常規動力潛艇。

## 外部連結
- Type 039 Song Class Diesel-Electric Submarines at sinodefense.com